# La Blonde explosive
Pour plus de détails, voir Fiche technique et Distribution.
La Blonde explosive (Will Success Spoil Rock Hunter?) est un film américain réalisé par Frank Tashlin, sorti en 1957.

## Synopsis
Afin de rendre jaloux Bobo, le fiancé qu'elle vient de quitter, Rita, une actrice, fait croire à la presse qu'elle est à un nouveau fiancé, Rockwell Hunter, publicitaire de son état, qui cherche avant tout à faire signer à l'actrice un contrat publicitaire pour un rouge à lèvres. Ce contrat permettrait à l'agence de publicité de ne pas faire faillite. Hunter rentre dans le jeu.

## Fiche technique
- Titre : La Blonde explosive
- Titre original : Will Success Spoil Rock Hunter?
- Réalisation : Frank Tashlin
- Scénario : Frank Tashlin d'après une pièce de George Axelrod
- Production : Frank Tashlin
- Société de production : Twentieth Century Fox
- Musique : Cyril J. Mockridge
- Photographie : Joseph MacDonald
- Montage : Hugh S. Fowler
- Direction artistique : Leland Fuller et Lyle R. Wheeler
- Décorateur de plateau : Bertram C. Granger et Walter M. Scott
- Costumes : Charles Le Maire
- Pays d'origine : États-Unis
- Format : Couleurs - 2,35:1 (Cinémascope) - Son : Mono | 4-Track Stereo (Westrex Recording System) - 35 mm
- Genre : Comédie
- Durée : 93 minutes
- Date de sortie :
  - États-Unis :29 juillet 1957

## Distribution
- Tony Randall : Rockwell P. Hunter / Lui-même / Lover Doll
- Jayne Mansfield : Rita Marlowe
- Betsy Drake : Jenny Wells
- Joan Blondell : Violet
- John Williams : Irving La Salle Jr.
- Henry Jones : Henry Rufus
- Lili Gentle : April Hunter
- Mickey Hargitay : Bobo Branigansky
- Georgia Carr : Calypso Number
- Dick Whittinghill : T.V. Interviewer
- Ann McCrea : Gladys
- Alberto Morin : Français
- Louis Mercier : Français
- Groucho Marx : George Schmidlap (non crédité)

## Remarques
Dans le no 79 (janvier 1958) des Cahiers du cinéma, La Blonde explosive est classé deuxième du top 10 d'André Bazin pour l'année 1957.